# 팔괘정
팔괘정(八掛亭)은 대한민국 충청남도 논산시에 있는, 조선 인조 4년(1626)에 우암 송시열이 지었다고 전하는 정자 건축물이다. 1978년 3월 31일 충청남도의 유형문화재 제76호로 지정되었다.

## 개요
팔괘정은 조선 인조 4년(1626)에 우암 송시열이 지었다고 전하는 정자로 퇴계 이황과 율곡 이이를 추모하며 학문을 연구하고 제자를 기르던 곳이다.
금강변에 남향으로 세워졌으며, 앞면 3칸·옆면 2칸의 규모이다. 왼쪽으로 2칸은 넓은 대청마루로 하고 오른쪽 1칸은 온돌방으로 꾸몄다. 지붕은 화려한 팔작지붕으로 옆면이 여덟 팔(八)자 모양이다.
건물 안에는 시를 쓴 현판이 걸려있고, 건물 뒤의 바위에 송시열이 새긴 글자가 있다.

## 같이 보기
- 송시열

## 참고 자료
- 팔괘정 - 국가유산청 국가유산포털